# Chiesa di Sant'Antonio Abate (Mezzovico-Vira)
La chiesa di Sant'Antonio Abate è un edificio religioso barocco che si trova a Vira.

## Storia
La chiesa, come ha dimostrato una ricerca archeologica del 1997, sorse nel XIV secolo. Nel XVI secolo all'edificio fu aggiunto il coro, di forma quadrata. Nel XVII secolo la chiesa fu abbattuta e, nel 1684, ricostruita con le forme attuali. Nel XIX secolo la chiesa ottenne l'autonomia da quella di Mezzovico (1838), fu modificata in facciata (intorno alla metà del secolo) e fu dotata di campanile (1863).